# Капланов, Абумуслим
Князь Абумусли́м (Абу-Мусли́м, Абу-Муссели́м) Капла́нов (1822, Старый Аксай, Аксаевское княжество, Кумыкское владение, Российская империя — 10 февраля 1874, Аксай, Терская область, Российская империя) — военный деятель Российской империи, генерал-майор Российской императорской армии, офицер гвардейской охраны императора Николая I (с 1845 по 1855 год), командир Лейб-Гвардии Кавказско-Горского полуэскадрона Собственного Его Императорского Величества Конвоя при императоре Александре II. Участник Кавказской войны, сослуживец М. Ю. Лермонтова. Крупный землевладелец Терской области Российской империи.

## Происхождение
Потомственный дворянин. Представитель кумыкского владетельного княжеского рода Каплановых — младшей ветви шамхальской династии Тарковских, правившей на Прикаспийской равнине, Северо-Восточном и Центральном Кавказе с VIII по XIX век. Предки по прямой мужской линии являлись основателями и монархическими правителями Тарковского шамхальства — крупнейшего феодального государства к западу от Каспийского моря в период Позднего Средневековья

## Биография
Родился в 1822 году в Старом Аксае. Начальное образование получил в родительском доме. Помимо родного кумыкского владел русским, французским и турецким языками.
В 1838 году окончил Первый кадетский корпус в Петербурге. В том же году поступил на военную службу в Российскую императорскую армию с зачислением в кавалерию.

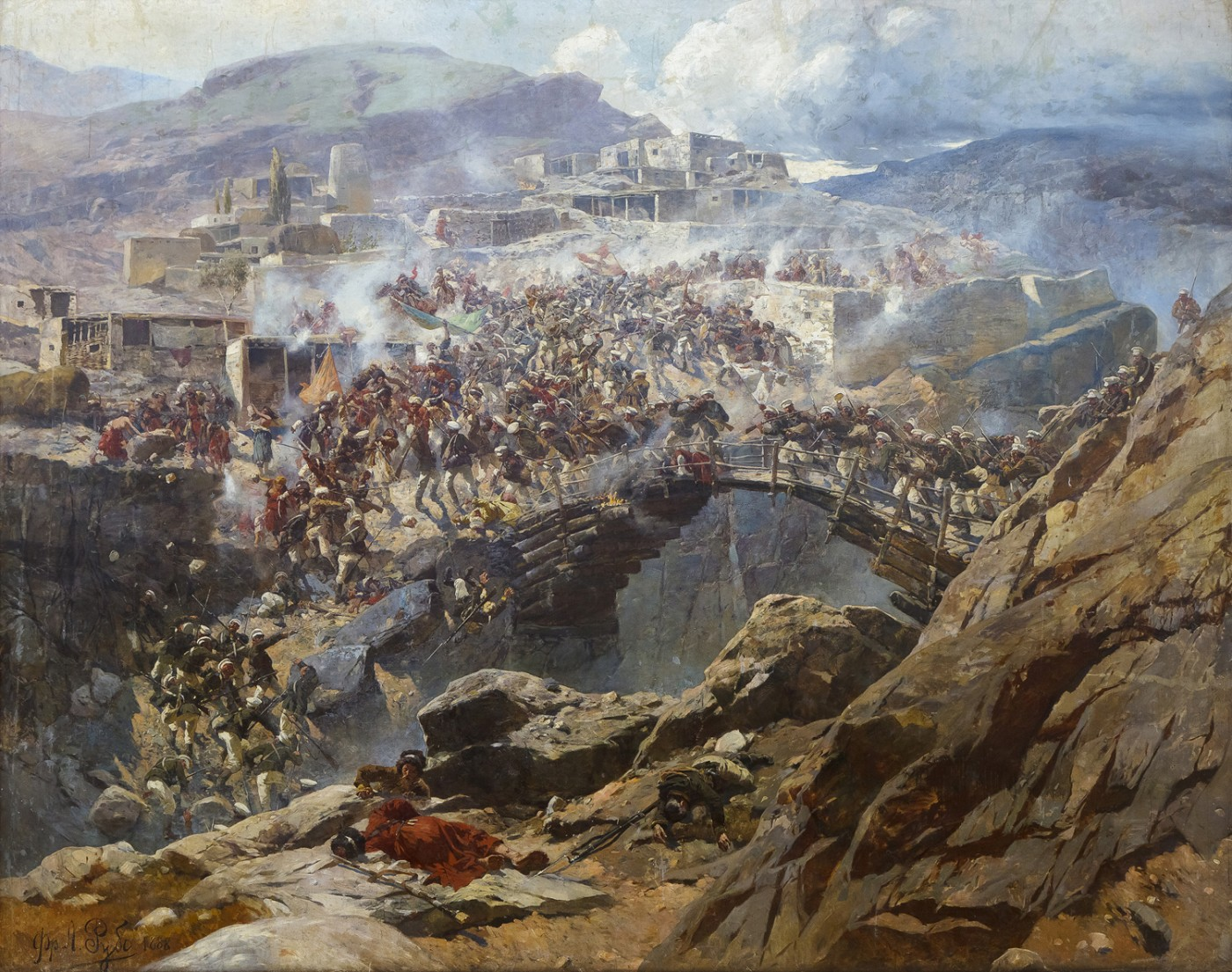
Картина Франца Рубо. Штурм Ахульго

В 1839 году командирован на фронт Кавказской войны, в штаб начальника левого фланга Кавказской линии, генерал-майора А. П. Пулло. С мая по октябрь 1839 года участвовал в боевых походах против непокорных горцев, в переходе от крепости Внезапной к Чиркату, в сражении при Аргуни, взятии аула Чиркей. Проявил доблесть при осаде и штурме аула Ахульго.

В 1840 году участвовал в боевых действиях в Большой и Малой Чечне. Сражался вместе с М. Ю. Лермонтовым в битве при реке Валерик. Поэт отразил сражение при Валерике в серии акварельных рисунков, а также посвятил сражению одноимённое стихотворение (отрывок):
«Вдруг залп… глядим: лежат рядами, / Что нужды? здешние полки / Народ испытанный… В штыки, / Дружнее! раздалось за нами. / Кровь загорелася в груди! / Все офицеры впереди… / Верхом помчался на завалы / Кто не успел спрыгнуть с коня… / Ура — и смолкло.— Вон кинжалы, / В приклады! — и пошла резня. / И два часа в струях потока / Бой длился. Резались жестоко / Как звери, молча, с грудью грудь, / Ручей телами запрудили. / Хотел воды я зачерпнуть… / И зной и битва утомили / Меня, но мутная волна / Была тепла, была красна».

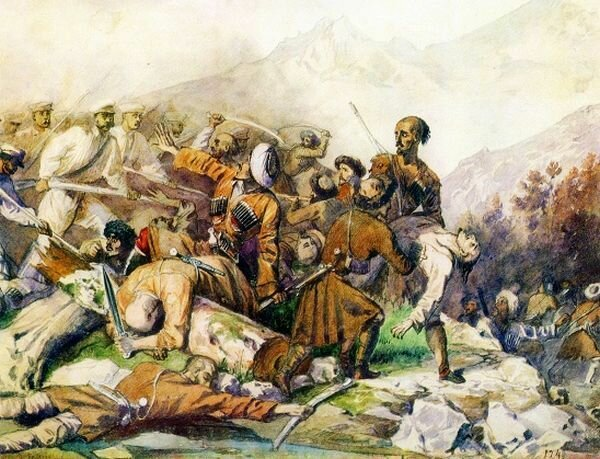
Акварельный рисунок М. Ю. Лермонтова и князя Г. Г. Гагарина. Эпизод сражения при Валерике 11 июля 1840 года. Государственный Русский музей, Санкт-Петербург

М. Ю. Лермонтов в письме к своему другу А. А. Лопухину оценивал силы противника в битве в 6-7 тысяч человек. Обстоятельства битвы были изложены генерал-лейтенантом А. В. Галафеевым, под командованием которого поручик Тенгинского 77-го пехотного полка М. Ю. Лермонтов осуществлял связь между штабом и передовыми штурмовыми частями, в «Журнале военных действий» отряда на левом фланге Кавказской линии (с 10 апреля по 13 октября 1840 года):
«При возвращении назад к месту главного действия, другая менее значительная, но более дерзновенная партия, отрезанная от своих скопищ чеченцев, выскочивши из лесу и отдалившись от него на значительное расстояние, открыла по конвою моему прицельный ружейный огонь; но командующий тем конвоем есаул Баталкин вместе с состоящим по кавалерии поручиком бароном Фридериксом, с детьми генерал-майора Мусы-Хасава корнетами Хасаем и Султан-Мурадом Уцмиевыми, корнетом Абумусселим Каплановым и прапорщиком Казим-Беком Салимхановым — быстро пронеслись между лесом и партиею чеченцев, стремительно напали на оную и почти всех изрубили».

В марте 1841 года за доблесть в делах против неприятеля награждён Орденом Святой Анны 4 степени с надписью «За храбрость».

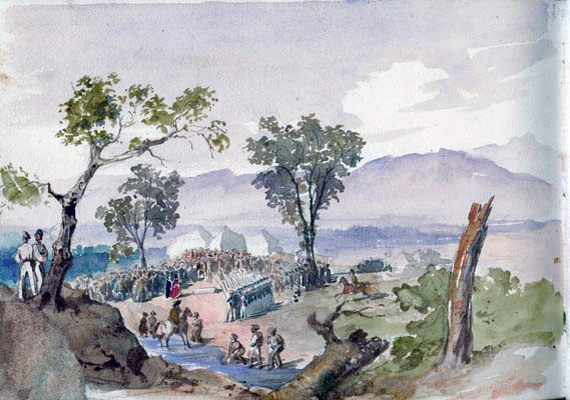
Акварельный рисунок М. Ю. Лермонтова. Валерик. Похороны убитых

С мая по ноябрь 1841 года участвовал в боевых действиях в Аухе и Салатавии, в том числе в сражении на Хубарских высотах. С мая по июль 1842 года участвовал в экспедиции под командованием Начальника войск Кавказской линии и Черномории, генерал-адъютанта, графа П. Х. Граббе.
В апреле 1843 года за боевые заслуги награждён Орденом Святого Станислава 3 степени с мечами и с бантом.
Продолжил службу при Главнокомандующем русскими войсками и Наместнике Его Величества на Кавказе, генерал-адъютанте, генерале от инфантерии, герое Отечественной войны 1812 года, князе Михаиле Семеновиче Воронцове.
В июле 1845 года по рекомендации князя М. С. Воронцова был командирован в Санкт-Петербург для дальнейшего прохождения службы при Императорской Главной квартире. За отличие и доблесть в боях против неприятеля Высочайшим указом императора Николая I зачислен в Собственный Его Императорского Величества Конвой — формирование Российской императорской гвардии, осуществлявшее охрану императора. С указанного времени основными местами службы князя Капланова стали Петербург и Царское село.
В 1849 году, во время войны против мятежных венгров, князь Капланов, в составе Свиты Его Императорского Величества сопровождал императора Николая I в ходе его визита в Варшаву (Царство Польское). Находился при императоре в Варшаве с мая по сентябрь 1849 года. Присутствовал при заключении императорами Николаем I и Францем Иосифом I Габсбургом русско-австрийского договора (Варшавский договор 1849 года) о совместных действиях по подавлению Венгерской революции с целью восстановления территориальной целостности Австрийской империи.
В 1855 году Высочайшим указом взошедшего на престол императора Александра II назначен командующим Лейб-Гвардии Кавказского Горского полуэскадрона Собственного Его Императорского Величества Конвоя.
В 1859 году назначен начальником Аксайского участка Кумыкского владения Российской империи (в 1860 году преобразовано в Кумыкский округ в составе Терской области). В сентябре того же года уволен со строевой службы «по расстройству здоровья».
На протяжении 1860-х годов отвечал за приведение в исполнение реформ Александра II на территориях своих вотчинных владений. В марте 1869 года за заслуги в этой сфере был награждён орденом Святого Станислава 2 степени.
Ушёл из жизни 10 февраля 1874 года.

## Награды
- Орден Святого Станислава 2-й степени (1869)
- Орден Святого Станислава 3-й степени
- Аннинское оружие (орден Святой Анны 4-й степени; 1841)
- Медаль «За храбрость»
- Медаль «За взятие штурмом Ахульго»
- Медаль «В память войны 1853—1856»
- Медаль «За службу в собственном конвое государя императора» Николая I.
- Медаль «За службу в собственном конвое государя императора» Александра II.
- Знак отличия беспорочной службы в офицерских чинах XV лет
- Крест «За службу на Кавказе»